# Névache
Névache is een gemeente in het Franse departement Hautes-Alpes in de regio Provence-Alpes-Côte d'Azur en telt 334 inwoners (2008). De plaats maakt deel uit van het arrondissement Briançon.

## Geografie
De oppervlakte van Névache bedraagt 191,0 km², de bevolkingsdichtheid is 1,7 inwoners per km².
Névache is de hoogste gelegen gemeente van de vallei van de Clarée. Ze bevindt zich op een hoogte van 1.594 m.
Névache heeft de volgende gehuchten van laag naar hoog: Plampinet (1480 m), Roubion, Sallé, Le Cros (1590 m), Ville Basse, Ville Haute (1620 m), Haute Vallée (Lacou 1700 m, Lacha 1830 m, Fontcouverte 1860 m, Jadis, Refuge de Laval 2000 m)

## Geschiedenis
De naam Névache werd de eerste keer aangetroffen onder de vorm van “Annevasca” wat “ingesneeuwd” betekent.
Haar grondgebied werd in 1947 uitgebreid met de vallée Étroite, volgens de grenswijzigingen tussen Italië en Frankrijk na de Tweede Wereldoorlog.

## Demografie
Onderstaande figuur toont het verloop van het inwonertal (bron: INSEE-tellingen).
Vanwege een beveiligingsprobleem met de MediaWiki Graph-software is het momenteel niet mogelijk deze grafiek weer te geven. Zodra de software is bijgewerkt zal de grafiek vanzelf weer zichtbaar worden.

## Plaatsen en monumenten

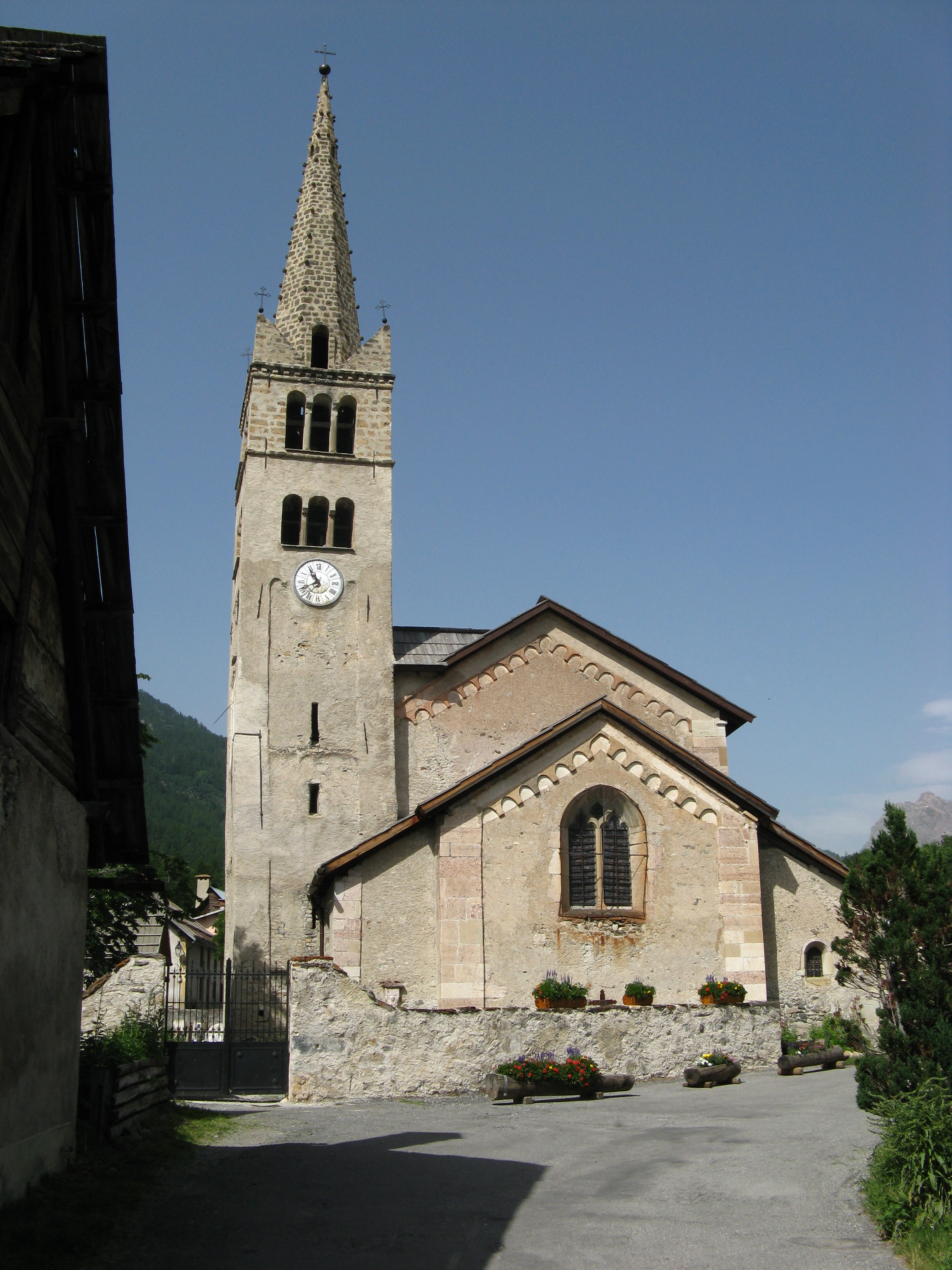
Kerk van Névache

- De Vallée de la Clarée, is een beschermd natuurlandschap en de klassering tot “Grand site de France” is in uitvoering.
- De valleien en hun bergmeren(Lac Cristol, Lac Laramon, Lac Serpent, ...).
- De vallée Étroite.
- De kerk van Saint-Marcellin (MH), daterend van einde van de 15e eeuw, is gebouwd op de plaats van een burcht waarvan de toren uit de 11e eeuw, dienstdoet als klokkentoren.
- Kapel Saint-Hippolyte te Roubion, is de vroegste kerk van Névache.
- De kerk van Saint-Sébastien in Plampinet en de kapel Notre-Dame-des-Grâces in Plampinet, met muurschilderingen uit de 15e en 16e eeuw.
- Kapel Sainte-Marie (17e eeuw) in Fontcouverte.